# Anillo de Ramsés II

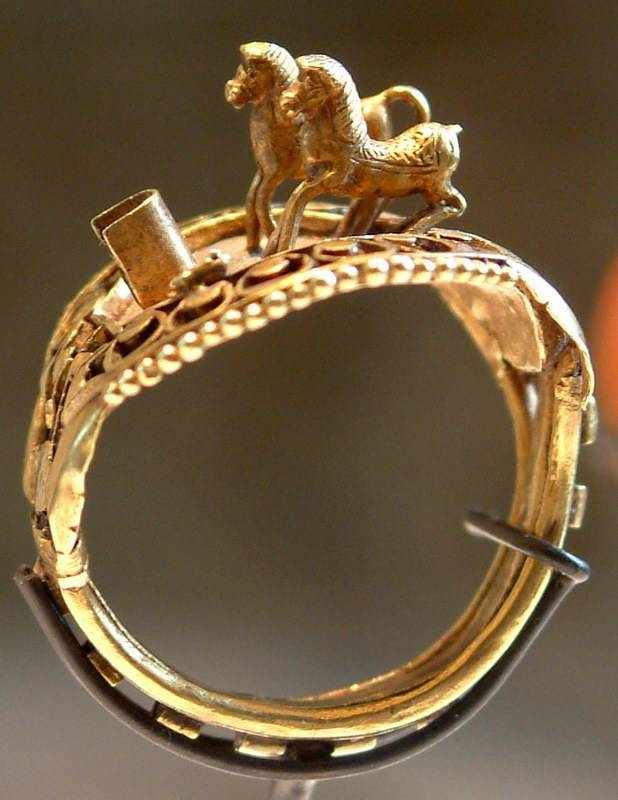
Anillo de oro de Ramsés II en el Museo del Louvre.

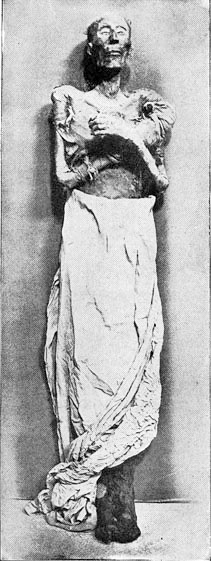
Momia del faraón Ramsés II.

El anillo de Ramsés II, conocido también como anillo con caballos, es una pieza de orfebrería elaborada en época del Imperio Nuevo de Egipto, durante el reinado de Usermaatra Setepenra - Ramsés Meriamón, conocido como Ramsés II, tercer faraón de la Dinastía XIX de Egipto, y que gobernó unos 66 años, del c. 1279 al 1213 a. C. (cronología según Helck, von Beckerath, Shaw, Kitchen, Krauss y Málek).

## Conservación
- La figura se exhibe de forma permanente en el Museo del Louvre después de ser regalada al mismo en el año 1827 por Mehmet Alí, (c. 1769 - 2 de agosto de 1849), wali de Egipto (1805-1848).

## Características
- Estilo:egipcio.
- Material: oro, carnelia.
- Diámetro: 2,2 centímetros.
- Altura del caballo: 7,7 milímetros.